# ریلتی اینکام
ریلتی اینکام (انگلیسی: Realty Income) شرکت سرمایه‌گذاری املاک و مستغلات آمریکایی است، که در سال ۱۹۶۹ تأسیس شد.